# شهرستان سه‌پو
شهرستان سه‌پو به کره‌ای: 세포군) یک شهرستان در جنوب کره شمالی (مرکز شبه‌جزیره کره) است که در تابعیت استان گانگوون قرار دارد.

## تقسیمات اداری
شهرستان سه‌پو به ۱ شهرک، ۱ منطقهٔ کارگری، و ۲۴ روستای تابعه تقسیم شده است.
| - ‌ شهرک‌ها - سه‌پو (세포읍، Sep'o-ŭp) - مناطق کارگری - جانگچون (장촌로동자구، Changch'ol-lodongjagu) - روستاها - بِکسان (백산리، Paeksal-li) - بوکپیونگ (북평리، Pukp'yŏng-ni) - بوکمان (복만리، Pongmal-li) - جونگ‌پیونگ (중평리، Chungp'yŏng-ni) - جونگ‌دونگ (정동리، Chŏngdong-ni) - جونگسام (중삼리، Chungsam-ni) - چون‌گی (천기리، Ch'ŏn'gi-ri) - ده‌گوک (대곡리، Taegok-ri) - ده‌مون (대문리، Taemul-li) - ریموک (리목리، Rimok-ri) | - روستاها (ادامه) - سامبانگ (삼방리، Sambang-ni) - سانگسول(상술리، Sangsul-li) - سونگپو (송포리، Songp'o-ri) - سونگ‌پیونگ (성평리، Sŏngp'yŏng-ni) - سونگسان (성산리، Sŏngsal-li) - سوها (서하리، Sŏha-ri) - شین‌دونگ (신동리، Sindong-ni) - شین‌سِنگ (신생리، Sinsaeng-ni) - گیسان (기산리، Kisal-li) - نه‌پیونگ (내평리، Naep'yŏng-ni) - وونّام (원남리، Wŏnnam-ni) - هوپیونگ (후평리، Hup'yŏng-ni) - یاکسو (약수리، Yaksu-ri) - یویون (유연리، Yuyŏl-li) |

## تاریخ
تا پیش از تأسیس این شهرستان در سال ۱۹۵۲ میلادی، اراضی تابعهٔ‌ آن در تابعیت قصبه‌های «سه‌پو» [세포면] و «یوجین» [유진면] در شهرستان پیونگ‌گانگ، قصبهٔ «ران‌گوک» [란곡면] در شهرستان هوئیانگ و بخشی از قصبهٔ منحل شدهٔ «شین‌گوسان» [신고산면] از شهرستان آنبیون قرار داشتند.
تا پیش از سال ۱۹۴۶ میلادی، دو شهرستان پیونگ‌گانگ و شهرستان هوئیانگ در استان گانگوون، و شهرستان آنبیون در استان هامگیونگ جنوبی قرار داشت.
در پی قطعی شدن مرز بین دو کره، در دسامبر سال ۱۹۵۲ میلادی، در کره شمالی، «قصبه» به‌عنوان یک واحد اداری بالکل منحل شد. در عوض، روستاهای کوچکتر و بزرگتر در جای‌جای کشور با هم تجمیع شده و وظایف اداری بیشتری به آن‌ها سپرده شد، و آن‌ها عملا به سطح سوم تقسیمات کشوری، مستقیما تابعهٔ شهرستان‌ها تبدیل شدند.
در همان تاریخ و در چهارچوب این پروسه، اراضی قصبه‌های فوق‌الذکر ادغام شده و شهرستان جدید سه‌پو را تشکیل دادند. (۱۶ روستا از قصبهٔ «سه‌پو»، ۱۴ روستا از قصبهٔ «یوجین»، ۷ روستا از قصبهٔ «ران‌گوک»، ۳ روستا از قصبهٔ «شین‌گوسان»)
در طول این پروسه، روستاهای مختلف این شهرستان، به شرح زیر ادغام شده و به ۱ شهرک و ۱۹ روستای نهائی تبدیل شدند:
- شهرک
  1. سه‌پو [세포읍] از ادغام روستاهای «سه‌پو ۱ام» [세포1리]، «سه‌پو 2ام» [세포2리]، «سه‌پو ۳ام» [세포3리] (قصبهٔ منحل شدهٔ «سه‌پو»، پیونگ‌گانگ)

- روستاها
  1. بِکسان [백산리] از ادغام روستاهای «گونّام ۱ام» [근남1리]، «گونّام ۲ام» [근남2리] (قصبهٔ منحل شدهٔ «سه‌پو»، پیونگ‌گانگ)
  2. بوکپیونگ [북평리] از روستای  «بوکپیونگ ۲ام» [북평2리] (قصبهٔ منحل شدهٔ «سه‌پو»، پیونگ‌گانگ)
  3. جونگ‌پیونگ [중평리] از ادغام روستاهای «جونگ‌پیونگ ۱ام» [중평1리]، «جونگ‌پیونگ ۲ام» [중평2리] (قصبهٔ منحل شدهٔ «سه‌پو»، پیونگ‌گانگ)
  4. چون‌گی [천기리] از ادغام روستاهای «چونگی»، بخشی از «جیندونگ» [진동리] (قصبهٔ منحل شدهٔ «یوجین»، پیونگ‌گانگ)
  5. ده‌مون [대문리] از ادغام روستاهای «ده‌مون»، بخشی از «جیندونگ» [진동리] (قصبهٔ منحل شدهٔ «یوجین»، پیونگ‌گانگ)
  6. سامبانگ [삼방리] از ادغام روستاهای «چونگهاک» [청학리]، «سامبانگ»، «سامبانگ‌هیوپ» [삼방협리] (قصبهٔ منحل شدهٔ «شین‌گوسان»، آنبیون)
  7. سانگسول [상술리] از ادغام روستاهای «سانگسول ۱ام» [상술1리]، «سانگسول ۲ام» [상술2리] (قصبهٔ منحل شدهٔ «یوجین»، پیونگ‌گانگ)
  8. سونگ‌پیونگ [성평리] از روستای  «بوکپیونگ ۱ام» [북평1리] (قصبهٔ منحل شدهٔ «سه‌پو»، پیونگ‌گانگ)
  9. سونگسان [성산리] از روستای  «وونّام ۲ام» [원남2리] (قصبهٔ منحل شدهٔ «سه‌پو»، پیونگ‌گانگ)
  10. سوها [서하리] از ادغام روستاهای «سوها ۱ام» [서하1리]، «سوها ۲ام» [서하2리] (قصبهٔ منحل شدهٔ «سه‌پو»، پیونگ‌گانگ)
  11. شین‌پیونگ [신평리] از ادغام روستاهای «سوکسادونگ» [속사동리]، «شین‌پیونگ ۱ام» [신평1리]، «شین‌پیونگ ۲ام» [신평2리]، «شین‌پیونگ ۳ام» [신평3리] (قصبهٔ منحل شدهٔ «ران‌گوک»، هوئیانگ)
  12. شین‌سِنگ [신생리] (قصبهٔ منحل شدهٔ «سه‌پو»، پیونگ‌گانگ)
  13. گومپیونگ [금평리] از ادغام روستاهای «جوکجون» [적전리]، «گومپیونگ» (قصبهٔ منحل شدهٔ «یوجین»، پیونگ‌گانگ)
  14. نه‌پیونگ [내평리] از ادغام روستاهای «ایگو» [이구리]، «جوبین» [주빈리] (قصبهٔ منحل شدهٔ «یوجین»، پیونگ‌گانگ)
  15. وونّام [원남리] از روستای  «وونّام ۱ام» [원남1리] (قصبهٔ منحل شدهٔ «سه‌پو»، پیونگ‌گانگ)
  16. هوپیونگ [후평리] از ادغام روستاهای «داپجون» [답전리]، «ساچانگ» [사창리]، «هوپیونگ» (قصبهٔ منحل شدهٔ «یوجین»، پیونگ‌گانگ)
  17. هیون [현리] از ادغام روستاهای «جیکپو» [직포리]، «هیون ۱ام» [현1리]، «هیون ۲ام» [현2리] (قصبهٔ منحل شدهٔ «ران‌گوک»، هوئیانگ)
  18. یاکسو [약수리] از ادغام روستاهای «دونگسان ۱ام» [동산1리]، «دونگسان ۲ام» [동산2리] (قصبهٔ منحل شدهٔ «سه‌پو»، پیونگ‌گانگ)
  19. یویون [유연리] از ادغام روستاهای «نونگ‌گو» [농구리]، «یویون» (قصبهٔ منحل شدهٔ «یوجین»، پیونگ‌گانگ)

در سال ۱۹۵۳ میلادی، روستای «گومپیونگ» از شهرستان سه‌پو جدا شده و ضمیمهٔ شهرستان پان‌گیو شد. (۱ شهرک، ۱۸ روستا)
در سال ۱۹۵۴ میلادی، با ادغام بخشی از اراضی «شهرک سه‌پو» و «روستای شین‌سِنگ»، روستای جدیدی به نام «ده‌گوک» [대곡리] تأسیس شد. (۱ شهرک، ۱۹ روستا)
در سال ۱۹۵۸ میلادی، سه روستای «اوبونگ» [오봉리]، «گویراک» [귀락리]، «یوئوپ» [유읍리] از شهرستان هوئیانگ به شهرستان سه‌پو منتقل شدند. (۱ شهرک، ۲۲ روستا)
در سال ۱۹۶۱ میلادی، روستای «ریموک» [리목리] از شهرستان پیونگ‌گانگ جدا شده و ضمیمهٔ این شهرستان شد.
در همان تاریخ، روستای «شین‌دونگ» [신동리] نیز از شهرستان بوپدونگ جدا شده و ضمیمهٔ این شهرستان شد. (۱ شهرک، ۲۴ روستا)
در ژانویه سال ۲۰۰۱ میلادی، سه روستای «اوبونگ»، «گویراک»، «یوئوپ» (که در سال ۱۹۵۸ میلادی از هوئیانگ به سه‌پو منتقل شده بودند) به علاوهٔ ۲ روستای دیگر، «شین‌پیونگ» و «هیون»، از این شهرستان به شهرستان هوئیانگ پیوستند، مجموعا ۵ روستا.
همزمان در آن تاریخ، ۵ روستا و ۱ منطقهٔ کارگری از شهرستان پیونگ‌گانگ جدا شده و به شهرستان سه‌پو پیوستند، شامل
منطقهٔ‌ کارگری «جانگچون» [장촌로동자구]، و روستاهای بوکمان [복만리]، جونگ‌دونگ [정동리]، جونگسام [중삼리]، سونگپو [송포리]، گیسان [기산리]. (۱ شهرک، ۱ منطقهٔ کارگری، ۲۴ روستا)